# Oxysoma itambezinho
Oxysoma itambezinho là một loài nhện trong họ Anyphaenidae.
Loài này thuộc chi Oxysoma. Oxysoma itambezinho được M. J. Ramírez miêu tả năm 2003.